# Achamán

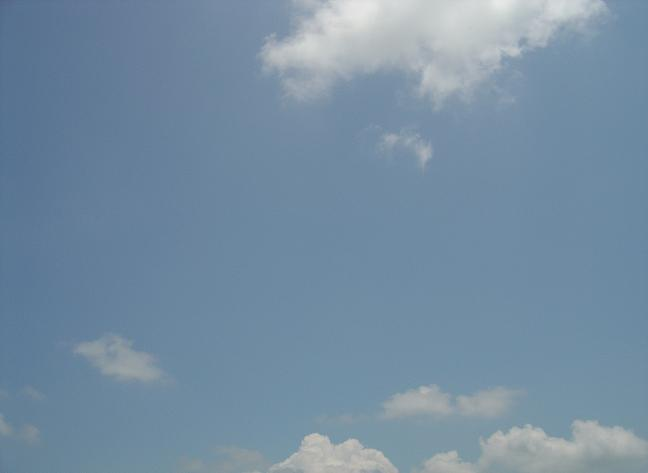
Selon la mythologie, le corps physique d'Achamán était le ciel.

Achamán est le nom par lequel les Guanches, peuple autochtone de Tenerife, désignaient le dieu suprême du panthéon.
Achamán détient le titre de dieu du ciel dans la mythologie guanche et était considéré comme le dieu suprême. Son nom signifie littéralement « les cieux », en référence à la voûte céleste (le ciel). Achamán était le dieu créateur et les créatures lui doivent leur existence : il a créé la terre, l'eau, le feu, l'air, et la vie. Ce dieu habitait les hauteurs et parfois les sommets des montagnes, pour se réjouir en regardant le monde qu'il avait créé.
Selon la légende, Achamán a sauvé Magec (dieu du soleil), qui avait été enlevé par Guayota (le diable) qui l'avait lui-même enfermé à l'intérieur du volcan Teide. Le monde était plongé dans l'obscurité et les hommes ont demandé sa clémence à Achamán, qui a réussi à vaincre Guayota et à l'enfermer dans le Teide.
Dans d'autres îles Canaries le dieu suprême était connu sous d'autres noms, sans que l'on sache s'ils représentaient vraiment la même divinité.